# L'arsenal de la llibertat
"L'arsenal de la llibertat" (títol original en anglès "The Arsenal of Freedom") és el vint-i-unè episodi de la primera temporada de la sèrie de televisió de ciència-ficció estatunidenca Star Trek: La nova generació, es va emetre originalment l'11 d'abril de 1988, en redifusió als Estats Units. L'episodi va ser escrit per Richard Manning i Hans Beimler, basat en una història de Beimler. L'episodi va ser dirigit per Les Landau.
Ambientada al segle XXIV, la sèrie segueix les aventures de la tripulació de la nau de la Flota Estel·lar de la Federació Enterprise-D. En aquest episodi, la tripulació investiga la desaparició de l'USS Drake. Viatgen al planeta Minos, on un equip i la nau són atacats per separat per la demostració d'un sistema d'armes automatitzat.
Maurice Hurley va veure l'episodi com un comentari sobre la venda de F-14 Tomcats a l'Iran. Tenia la intenció que la Doctora Beverly Crusher (Gates McFadden) revelés els seus sentiments pel capità Jean-Luc Picard (Patrick Stewart) en aquest episodi, però Gene Roddenberry ho va canviar. El supervisor/productor d'efectes visuals Dan Curry va crear el model del dron vist en aquest episodi utilitzant un contenidor de pantis i una ampolla de xampú. Les opinions dels crítics eren mixtess, però van destacar els elogis a l'actuació de Vincent Schiavelli.

## Argument
L'Enterprise ha estat enviat al Clúster Lorenze per buscar l'USS Drake després que aquest desaparegués mentre inspeccionava el planeta Minos, que fa molts anys es va fer ric venent armes. Quan la nau arriba al planeta, es troben amb una figura hologràfica registrada (Vincent Schiavelli) que anuncia "L'arsenal de la llibertat", que convida la tripulació a la superfície. El comandant William Riker (Jonathan Frakes), el tinent comandant Data (Brent Spiner) i la tinent Tasha Yar (Denise Crosby) baixen a la superfície per investigar. Riker es troba amb el capità Rice del Drake, però Rice actua de manera estranya interrogant a Riker sobre l'armament de la seva nau. Riker sospita i decideix provar Rice afirmant que el nom del seu vaixell és "Lollipop", al qual es refereix com "un bon vaixell" en referència a una cançó de Shirley Temple. Després que Rice li pregunti sobre els sistemes d'armes del Lollipop, Riker pot deduir que el capità és un impostor. Riker continua donant-li informació falsa, després de la qual cosa el "capità" desapareix, revelant una sonda centinela flotant que dispara un camp d'estasi al voltant de Riker abans que Data i Yar puguin destruir-lo.
L' Enterprise no pot transmetre a Riker a través del camp d'estasi, de manera que el capità Jean-Luc Picard (Patrick Stewart) i la doctora Beverly Crusher (Gates McFadden) viatgen a la superfície, i el tinent Geordi La Forge (LeVar Burton) queda al comandament de l' Enterprise. Quan Picard i Crusher intenten alliberar Riker, apareix una altra sonda de sentinella i els dispara. Picard i Crusher se separen de Data i Yar a l'escaramussa i cauen a un pou, ferint greument Crusher. Mentrestant, Data i Yar descobreixen que la segona sonda és més potent que la primera i requereix el seu poder combinat per destruir-la. Mentre Picard atén les lesions de Crusher, Data aconsegueix alliberar Riker del camp d'estasi. Riker, Yar i Data són atacats de nou, amb aquesta nova sonda que requereix encara més potència de faser per destruir-la. Data dedueix que cada sonda aprèn de les experiències de les sondes anteriors i s'adapta per fer-se més forta, i que la següent sonda pot ser immillorable.
L' "Enterprise" és disparada per un atacant encapotat, cada atac posterior és més fort que l'anterior, tensant els escuts de la nau. El tinent enginyer en cap Logan (Vyto Ruginis) va al pont per exigir que l' Enterprise fugi del planeta i intenta prendre el comandament, ja que supera a La Forge, però La Forge es nega, assenyalant que Logan no té l'autoritat per destituir-lo i li ordena que torni a Enginyeria. Mentre els atacs continuen, La Forge recorda Logan al pont i ordena una separació de mòduls, deixant a Logan a càrrec del mòdul i prenent el comandament de la secció d'impuls estel·lar des del pont de batalla per tornar a Minos.
Encara sota terra, Picard descobreix un terminal d'ordinador, que activa, provocant que aparegui un holograma de venedor i explica que estan assistint a una demostració d'un sistema d'armes intel·ligent que és capaç d'actualitzar-se en resposta a qualsevol amenaça enemiga. Picard conjectura que els minosians i el Drake van ser destruïts per les armes. No aconsegueix coaccionar l'holograma perquè acabi la demostració. Data és capaç de localitzar Picard i determina que, mentre que els sentinelles podrien estar preparats per destruir la seva pròpia font d'energia, l'explosió resultant probablement arrabassaria amb tota l'àrea, inclòs l'equip visitant. Finalment, Picard li diu al venedor que comprarà el sistema, provocant que el venedor desaparegui i les sondes del planeta s'apaguin. La Forge utilitza l'atmosfera del planeta per revelar la ubicació de la sonda espacial i la destrueix. L'equip visitant torna a la secció d'estrella, on Picard permet que La Forge es mantingui al comandament fins que es retroben els mòdulss, remarcant que el va deixar amb la nau intacte i li agradaria que tornés en les mateixes condicions.

## Repartiment i doblatge al català
La sèrie va ser doblada al català pels estudis Tramontana (primera part) i Soundtrack (segona part) i emesa a TV3 l’any 1991. Els dobladors de l'episodi foren:
| Personatge       | Actor/actriu       | Veu en català   |
| ---------------- | ------------------ | --------------- |
| Jean-Luc Picard  | Patrick Stewart    | Joan Crosas     |
| William Riker    | Jonathan Frakes    | Antoni Forteza  |
| Data             | Brent Spinner      | Joaquim Sota    |
| Geordi La Forge  | LeVar Burton       | Aleix Estadella |
| Worf             | Michael Dorn       | Enric Arquimbau |
| Beverly Crusher  | Gates McFadden     | Pilar Rubiella  |
| Deanna Troi      | Marina Sirtis      | Alicia Laorden  |
| Tasha Yar        | Denise Crosby      | Teresa Manresa  |
| Wesley Crusher   | Will Wheaton       | Roger Pera      |
| El venedor       | Vincent Schiavelli | Toni Moreno     |
| Cap Logan        | Vyto Ruginis       | Joan Pera       |
| Capità Paul Rice | Marco Rodríguez    | ?               |

## Producció
L'editor de la història Maurice Hurley va veure la trama de "L'arsenal de la llibertat" com un comentari sobre la venda dels Grumman F-14 Tomcat estatunidencs a l'Iran portat a la "conclusió definitiva". El 1974, el xah Mohammad Reza Pahlavi va comprar 80 Tomcats i míssils per  mil milions de dòlars. Aquesta transacció va impedir que Grumman entrés en fallida ja que el Congrés dels Estats Units ja no finançava el projecte. L'Iran va ser l'únic país a part dels Estats Units que va utilitzar els avions.
La història original tenia Picard ferit i Crusher revelant els seus sentiments per ell mentre intentava salvar-lo de la mort. Gene Roddenberry no volia fer una història d'amor i per això es va canviar. Les Landau va suggerir canviar els papers de Picard i Crusher per treure'ls dels seus elements. Landau havia estat assistent de direcció del personal, i es va convertir en el primer membre de l'equip de producció a dirigir un episodi amb "L'arsenal de la llibertat".
El model del dron va ser creat per Dan Curry, a partir d'un contenidor de pantis L'eggs  i una ampolla de xampú. Va animar a mà el model en comptes d'utilitzar Control moviment fotogràfic, utilitzant els seus anys d'entrenament de Tai Chi per mantenir els moviments fluids. Per combinar-se amb el fons, portava unes malles verdes mentre movia manualment el model a la pantalla.

## Recepció
"L'arsenal de la llibertat" es va emetre per primera vegada en redifusió l'11 d'abril de 1988. Va rebre una puntuació de 10,4, el que significa que va ser vist pel 10,4 per cent de totes les llars. Aquest va ser el primer episodi nou en tres setmanes, l'episodi anterior, "Desig de glòria", va rebre una puntuació de 10,7.
Diversos crítics van tornar a veure l'episodi després del final de la sèrie. Keith DeCandido va revisar l'episodi per a Tor.com el juliol de 2011. Va destacar l'aparició de Vincent Schiavelli, dient que "s'apropia totalment de totes les escenes en què apareix". Va pensar que la situació que va deixar La Forge al capdavant de l'Empresa era "horriblement artificiosa" i va dir que "Picard no dóna ni una bona excusa per baixar al planeta més enllà del guió que ho demana". Va donar a l'episodi una puntuació de sis sobre deu, resumint que va ser un "episodi entretingut, graciós i divertit". Zack Handlen va revisar l'episodi el maig de 2010 per a The A.V. Club. Ha criticat l'episodi, dient que "hi ha tot tipus de problemes, el més important és que l'episodi realment no té un tercer acte, però la superioritat moral de la tripulació es mostra plenament, i és frustrant". Va resumir la història moral que es va desenvolupar en aquest episodi, dient que "A TOS, Kirk, Spock i McCoy haurien descobert l'atractiu d'una arma immillorable així com els seus inconvenients. Aquí, se suposa que tots sabem que la violència engendra violència, i això és tot". Va donar a l'episodi una nota de C+.
James Hunt va veure l'episodi per al lloc web Den of Geek el març de 2013. Va recordar que era un bon episodi, però va trobar que no era tan bo a la revisió per a la ressenya. Va pensar que l'argument semblava una reminiscència de l'argument d'una novel·la de Philip K. Dick, però va pensar que les seqüències de l'equip visitant al planeta eren una mica avorrides, amb l'excepció de Data saltant al pou on estaven Picard i Crusher. Michelle Erica Green va revisar l'episodi per al web TrekNataion a l'agost del 2007. Va pensar que l'escenari amb La Forge era el més forçat, però va descriure Vincent Schiavelli com una "delícia". Va dir que el repartimen no s'havia estirat gaire, però estava satisfet amb les imatges on la secció de l'estrella entra a l'atmosfera del planeta.

## Estrena domèstica
"L'arsenal de la llibertat" es va publicar en DVD regió 1 com a part de la primera temporada el 26 de març de 2002 amb el so remasteritzat amb els estàndards Dolby Digital 5.1 Surround, i al sisè disc es van incloure una sèrie d'entrevistes amb el repartiment i la tripulació..
Va ser remasteritzat en Vídeo d'alta definició i llançat com a part de la primera temporada en Blu-ray el 24 de juliol de 2012.